# Charles Louis Jacques Régnault
Pour les articles homonymes, voir Charles Regnault (homonymie) et Regnault.

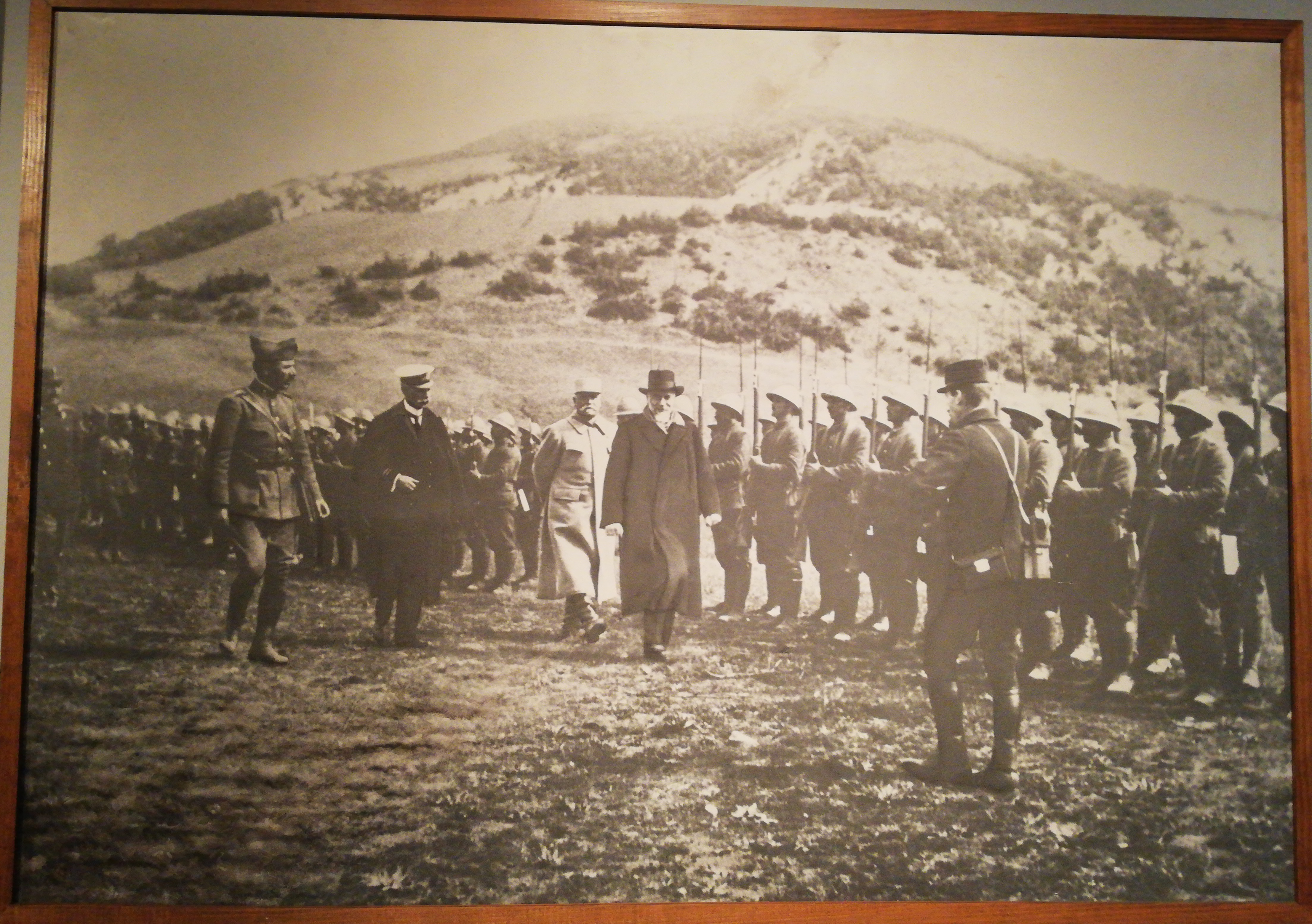
Général Regnault, Eleftherios Venizelos et Pavlos Koundouriotis passant en revue l'armée grecque sur le front macédonien, 23 avril 1917. Musée Benaki, Athènes.

Charles Louis Jacques Regnault (13 mars 1856-27 octobre 1937) est un général de division français dont le nom est associé à la Première Guerre mondiale.

## Biographie
Le général Regnault est un des généraux limogés par le Général Joffre pour incompétence lors du début de la guerre. Il sera mis en retraite par le ministère de la guerre.
Bénéficiant d'un fort réseau politique et franc-maçon, il est réintégré en service actif et rejoint son ami le Général Sarrail dans l'armée d'Orient.
Après le limogeage du général Sarrail, il est à nouveau reversé dans le cadre de réserve et n'obtiendra jamais de commandement.

### Grades
- 20/12/1910 : général de brigade
- 05/04/1914 : général de division
- 30/03/1917 : rang et prérogatives de commandant de corps d'armée

### Décorations
- Légion d'honneur : Chevalier (29/12/96), Officier (30/12/11), Commandeur (27/04/16), Grand Officier (16/06/20)
- Croix de guerre 1914-1918
- Médaille interalliée 1914-1918
- Médaille commémorative de la Grande Guerre

- Croix de guerre 1914-1918 ( Belgique
- Chevalier commandeur de l'Ordre du Bain ( Royaume-Uni)
- Chevalier commandeur de l'Ordre de Saint-Michel et Saint-Georges ( Royaume-Uni)
- Commandeur du Nicham Iftikhar ( Tunisie)

### Postes
- 11/02/1910 : sous-chef d'état-major général de l'Armée.
- 02/08/1911 : sous-chef d'état-major de l'Armée.
- 14/05/1912 - 17/12/1912 : adjoint au commandant supérieur de la défense du camp retranché de Paris et commandant de la place de Paris.
- 14/05/1912 - 22/12/1913 : commandant du département de la Seine.
- 22/12/1913 - 31/08/1914 : commandant de la  3e Division d'Infanterie et commandant des subdivisions de région de Péronne, d'Abbeville, de Beauvais et d'Amiens.
- 06/09/1914 : en disponibilité.
- 14/09/1914 - 03/12/1915 : adjoint au commandant de la  9e Région pour l'organisation, la discipline et l'instruction des dépôts d'infanterie.
- 06/04/1915 : admis à la retraite.
- 03/12/1915 : commandant de la  122e Division d'Infanterie.
- 30/03/1917 - 29/03/1918 : commandant du 2e groupe de divisions d'infanterie de l'Armée française d'Orient.
  - 07/06/1917 - 20/07/1917 : commandant du corps expéditionnaire allié en Attique.
  - 30/09/1917 - 31/12/1917 : commandant de l'Armée française d'Orient.
- 13/03/1918 : placé dans la section de réserve.
- 02/08/1918 : replacé dans la section d'active au 06/04/1915.
- 20/08/1918 : adjoint à l'inspecteur général des effectifs mobilisés
- 23/10/1918 : replacé dans la section de réserve.